# R-36 (rachetă)

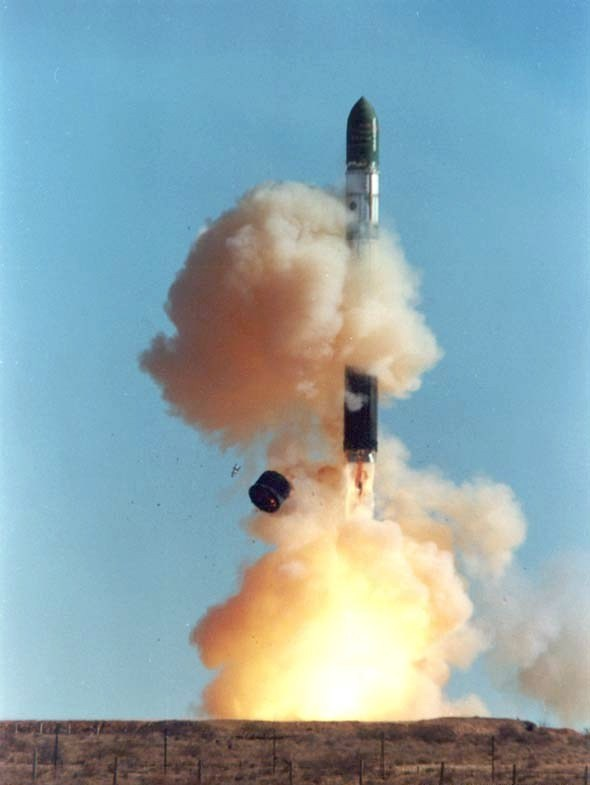
Rachetă SS-18

R-36 (rusă: Р-36) este o familie de rachete balistice intercontinentale ICMB și rachete spațiale proiectate de Uniunea Sovietică în timpul Războiului Rece. Originalul R-36 a fost produs de industria sovietică denumită 8K67 și a primit numele de la NATO de SS-9 Scarp. Versiunea modernă R-36M a primit codul DIA: SS-18 și NATO: Satan.
Aceasta rachetă a fost văzută de unii analiști americani că ar oferi  avantajul Uniunii Sovietice să realizeze prima lovitura termonucleară asupra Statelor Unite în special din cauza greutăți mari a încărcături de luptă și numărul mare de vehicule de reintrare independente MIRV. Unele versiuni ale focoaselor R-36M conțin 10 vehicule de reintrare independente MIRV și până la 40 vehicule false de reintrare independente pentru a ajuta penetrarea apărării anti balistică prin fenomenul de înecare a apărării.
Versiunea R-36M transportă 10 focoase MIRV cu putere de câte 550-750 kilotone (Kt)TNT fiecare, fiind considerată de către Statele Unite ca un pericol mare pentru supraviețuirea rachetelor Minuteman instalate în silozuri terestre blindate ( alocând 2 MIRV pe siloz ), parte a forței de descurajare nucleară a SUA. 

## Descriere
R-36 (SS-9) este o rachetă cu două trepte și folosește combustibil lichid. Carburantul este  UDMH  iar oxidantul este tetraoxidul de azot. Încărcătura de luptă este transportată într-unul dintre cele șase tipuri de module de ieșire din atmosferă (Mod) sub forma unor vehicule de reintrare independentă în atmosferă MIRV dezvoltate special pentru diferite misiuni de luptă. 
Mod 1 și 2 transportă vehicule unice de reintrare independentă în atmosferă MIRV echipate cu focoase nucleare cu puterea de 18 și 25 de megatone (Mt)TNT. Mod 4 transportă trei vehicule de reintrare MIRV. O versiune suplimentară, Mod 3, a fost destinată să devină un sistem de bombardament nuclear orbital FOBS , un modul plasat pe o orbită terestră joasă care eliberează dintr-un lansator rotativ vehicule de reintrare independentă în atmosferă. Dezvoltarea a fost sistată ca urmare a tratatelor de tipul SALT.
- Tip: rachetă balistică intercontinentală;
- Producător: Uzina producătoare de mașini Yuzhny;
- Utilizator: Forțele de Rachete Strategice ale Uniunii Sovietice și ale Federației Ruse;
- În serviciu: 1967 – prezent;

Variante ale sistemului:
- R-36M (cu variantele Mod 1, Mod 2 și Mod 3), cu racheta 15A14;
- R-36MUTTH (cu variantele Mod 4 și Mod 5), cu racheta 15A18;
- R-36M2 (varianta Mod 6), cu racheta 15A18M - singura variantă aflată încă în dotarea Federației Ruse;

Caracteristici rachetă 15A18M:
- Motor: două trepte de propulsie cu combustibil lichid;
- Masa la lansare: 211.100 kg;
- Lungime: 34,3 m;
- Diametru: 3,00 m;
- Rază de acțiune: 11.000 km;
- Viteză: peste 7,9 km/secundă;
- Încărcătură de luptă: încărcătură de luptă cu trei stadii fisiune-fuziune-fisiune;
- Sistem ghidare: autonom inerțial;
- Precizie CEP: 220 metri;
- Platformă de lansare: silozuri;